# Bernard Halpern
Bernard Naftali Halpern (Tarnoruda, Ucrânia, 1904 — 1978) foi um imunologista e farmacêutico francês de origem russa.